# Asplenium mainlingense
Asplenium mainlingense là một loài thực vật có mạch trong họ Aspleniaceae. Loài này được Ching & S.K. Wu miêu tả khoa học đầu tiên năm 1983.